# طوني أبو جودة
طوني أبو جودة( 16 يناير 1975-) إعلامي وممثل لبناني.

## الحياة الشخصية
درس الفنون الجميلة في الجامعة اللبنانية الأمريكية في بيروت، عمل في إدارة الأعمال، عام 2000 قام بافتتاح مطعمه الخاص suana في الأشرفية بيروت.

### حياته الأسرية
تزوج من المذيعة كارلا حداد في الرابع من أكتوبر عام 2004 رزق منها بإبنته ليا عام 2009وفي 8 يونيو 2020 أعلنا انفصالها رسميًّا عن بعد زواج دام 16 عامًا.

## مشواره المهني
دخل طوني مجال التقديم عام 1999 من خلال المؤسسة اللبنانية للإرسال لتقديم البرنامج الغنائي الفني يا ليل يا عين مع ماريان خلاط حتى العام 2001
إنتقل بعدها ل مركز تلفزيون الشرق الأوسط ام بي سي عام 2002 ليقدم البرنامج الكوميدي سي بي ام مع عدة زملاء من نجوم الكوميديا
قدم العديد من المسرحيات الكوميدية الساخرة في لبنان والوطن العربي
عاد مرة أخرى لشاشة ال بي سي ليقدم برنامج يا ليل يا عين مع زوجته كارلا حداد
شارك عام 2012 في برنامج ديو المشاهير الموسم الثالث على شاشة ال بي سي وحاز على اللقب بعد فوزه على الموزع عادل حقى وقدم الجائزة التي فاز بها والتي تبلغ قيمتها 25000 $ قدمها إلى جمعية “Les Petits Soleils” المتخصصة بعلاج الأطفال الفقراء الذين يعانون من أمراض مزمنة
عام 2013 قدم برنامج المواهب التقلدية شكلك مش غريب على شاشة إم بي سي فور من إخراج طوني قهوجي
كما قدم برنامج on stage with my idol وهو برنامج مسابقات يستضيف نوادي معجبين الفنانين ويقوم بعمل مسابقات بينهم على قناة النهار (مصر)
عام 2015 قام بإطلاق أغنيته الأولى هيي وقصص مصورة عن مغامرات مكسيم شعيا في سبتمبر 2023 قدم برنامج "يا فيل يا ريل"
على قناة الجديد 

## مشاركته كعضو لجنة تحكيم
في سبتمبر 2019 شارك في لجنة تحكيم برنامج المواهب (The Talent)، وهو البرنامج الأول في العالم العربي لاكتشاف أجمل المواهب والأصوات الغنائية عبر تكنولوجيا لغة العصر الحديث السوشيال ميديا

## أعماله

### في تقديم البرامج
| البرنامج              | القناة      | العام     |
| --------------------- | ----------- | --------- |
| يا ليل يا عين         | ال بي سي    | 2001-2012 |
| منع في لبنان          | ال بي سي    | 2000-2001 |
| cbm                   | ام بي سي    | 2002-2004 |
| on stage with my idol | قناة النهار | 2013      |
| شكلك مش غريب          | إم بي سي 4  | 2014      |
| يا فيل يا ريل         | قناة الجديد | 2023      |

### مسرحيات
- كوميدي نايت
- تبديل اور نو ديل
- نمنا عفورير
- الليل جنون
- laugh story

### أفلام
- كاش فلو
- يلا عقبالكن شباب